# خطوط كونتيننتال الجوية

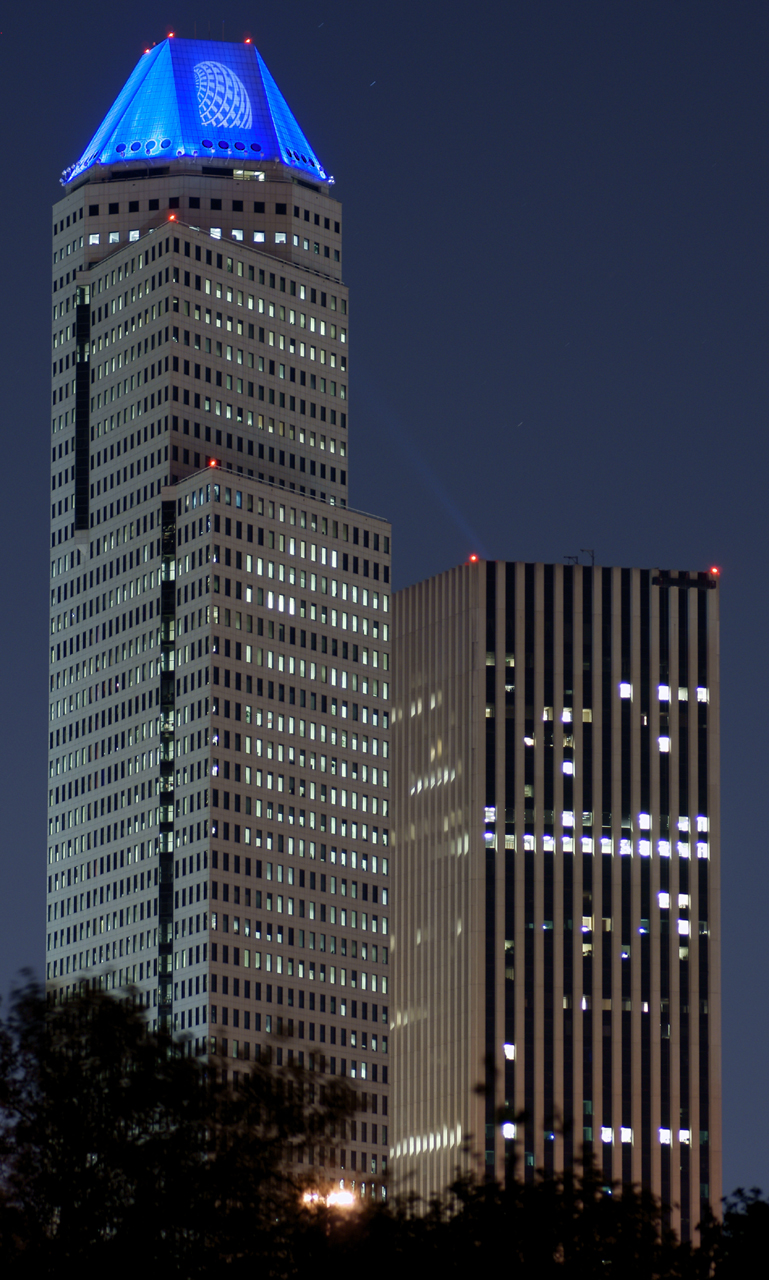
المقر الرئيسي

خطوط كونتيننتال الجوية أو كونتيننتال إيرلاينز (بالإنجليزية: Continental Airlines)‏ هي شركة الطيران وطنية أمريكية، وتعتبر خطوط كونتيننتال الجوية رابع أكبر شركة طيران في الولايات المتحدة من حيث نسبة الأرباح، تأسست عام 1931، ويقع المقر الرئيسي للشركة في مدينة هيوستن أكبر مدن ولاية تكساس الأمريكية، أما مراكز عملياتها الأساسية فهي مطار كليفلاند هوبكنز الدولي بمدينة كليفلاند بولاية أوهايو، ومطار نيوارك ليبرتي الدولي بمدينة نيوارك بولاية نيو جيرسي، ومركز عملياتها الثالث هو مطار جورج بوش الدولي والذي يقع بمدينة هيوستن بولاية تكساس، تقدم كونتيننتال خدماتها لأكثر من 280 وجهة في أمريكا الشمالية، أمريكا الجنوبية، أوروبا وآسيا، وتقلع للشركة أكثر من 3000 رحلة يومياً من مراكز عملياتها الثلاثة، وبلغ عدد موظفي الشركة في مارس 2007 حوالي 85200 موظف، ومنذ عام 2005 والشركة كانت عضو في تحالف سكاي تيم إلا أنها قررت الانسحاب منه في يوم 24 أكتوبر 2009 والانضمام إلى تحالف ستار في اليوم الثاني مباشرة.

## وصلات خارجية
- الموقع الرسمي للشركة (بالإنجليزية)
- تفاصيل أسطول خطوط كونتيننتال الجوية (بالإنجليزية)